# Claude-Pierre de Beaufort
Claude-Pierre de Beaufort, mort le 17 mai 1736, est un magistrat et fermier général français.

## Biographie
Claude-Pierre de Beaufort est le fils de Pierre de Beaufort (-1695), conseiller du roi, avocat du roi au bailliage et siège présidial de Provins, prévôt de Provins, et de Jeanne Perrin. Appartenant à une famille noble de Provins, mais, désargenté, Claude-Pierre de Beaufort rentre jeune dans les emplois et est reçu avocat au parlement. Il franchit rapidement et avec réussite les emplois subalternes en peu d'années, devient avocat du roi au présidial de Provins et préfère les finances à d'autres carrières plus en rapport avec sa naissance.
Beaufort commence sa carrière financière comme directeur des affaires extraordinaires à la fin du règne de Louis XIV. Il devient intéressé dans un certain nombre de traités sous le ministère Chamillart (1699-1708), dont il bénéficie de la protection. Il constitue alors une fortune considérablement. 
Il devient sous-fermier des Aides et traitant au cours de la guerre de Succession d'Espagne, lui valant d'être taxé par la Chambre de justice en 1716.
Beaufort est nommé fermier général du roi en 1721, renouvelé en 1726, jusqu'en 1736.
Il est réputé avoir été habile dans plusieurs affaires et d'avoir fait preuve d'honnêteté dans les affaires. Devenu puissamment fortuné, millionnaire, il n'en resta pas moins d'une grande économie. 
Se montrant critique vis-à-vis du système des grosses dots, ses filles furent ainsi moyennement dotées par rapport à sa fortune. Marié à Nicole Henry de Joinville, ils eurent :
- Charlotte-Catherine, épouse du contrôleur général des finances Jean de Boullongne,
- Jeanne Marie, épouse du fermier général Edme Joseph Roslin d'Ivry
- Nicole Elisabeth, mère de Claude-Henri Watelet.

Plusieurs nouvellistes de l'époque avancent qu'il laisse en mourant sept veuves illégitimes qu'il entretenait honorablement. Son attitude a pu porter préjudice à son gendre Boullongne à certaines occasions.
À son décès, sa propriété de Pantin est acquise par Françoise de Mailly, vicomtesse de Polignac. Son hôtel particulier parisien, rue Saint-Honoré, passe à sa fille, Mme de Boullogne.
L'abbé de Lattaignant lui dédiera l'un de ses poèmes.
La messe pour le repos de l'âme de « Monsieur de Beaufort, avocat au Parlement, l'un des Fermier généraux du Roy, en l'église des Dames Religieuses Capucines, place de Louis-le-Grand », eut lieu le 30 mai 1736.

## Sources
- Thierry Claeys, Dictionnaire biographique des financiers en France au XVIIIe siècle, Volume 2, SPM, 2011
- Yves Durand, Les fermiers généraux au XVIIIe siècle, Maisonneuve et Larose, 1996
- Daniel Dessert, Argent, pouvoir et société au grand siècle, Fayard, 2014
- Prosopographie des gens du Parlement de Paris
- Jean-Nicolas Dufort de Cheverny, Mémoires sur les règnes de Louis XV et Louis XVI et sur la Révolution, Plon, 1886
- Henri Thirion, La vie privée des financiers au XVIIIe siècle, Plon, 1895
- Barthélémy Mouffle d'Angerville, Vie privée de Louis XV, ou principaux évènements, particularités et anecdotes de son règne. Tome I, 1781
- Amédée de Caix de Saint-Aymour, Les Boullongne : une famille d'artistes et de financiers aux XVIIe et XVIIIe siècles, 1919